# Джогино
Джогино — село в Тайшетском районе Иркутской области России. Административный центр Джогинского муниципального образования.

## География
Село находится на расстоянии примерно 80 км к северу от города Тайшет, административного центра района.

## Население
| 2002 | 2010 | 2011 | 2012 |
| ---- | ---- | ---- | ---- |
| 706  | ↘608 | ↘606 | ↘602 |

### Половой состав
По данным Всероссийской переписи, в 2010 году в селе проживало 608 человек (316 мужчин и 292 женщины).